# اکان والی
اکان والی (به انگلیسی: Akkan Wali) یک منطقهٔ مسکونی در هند است که در پنجاب (هند) واقع شده‌است.